# Jüdischer Friedhof (Ossendorf, Warburg)

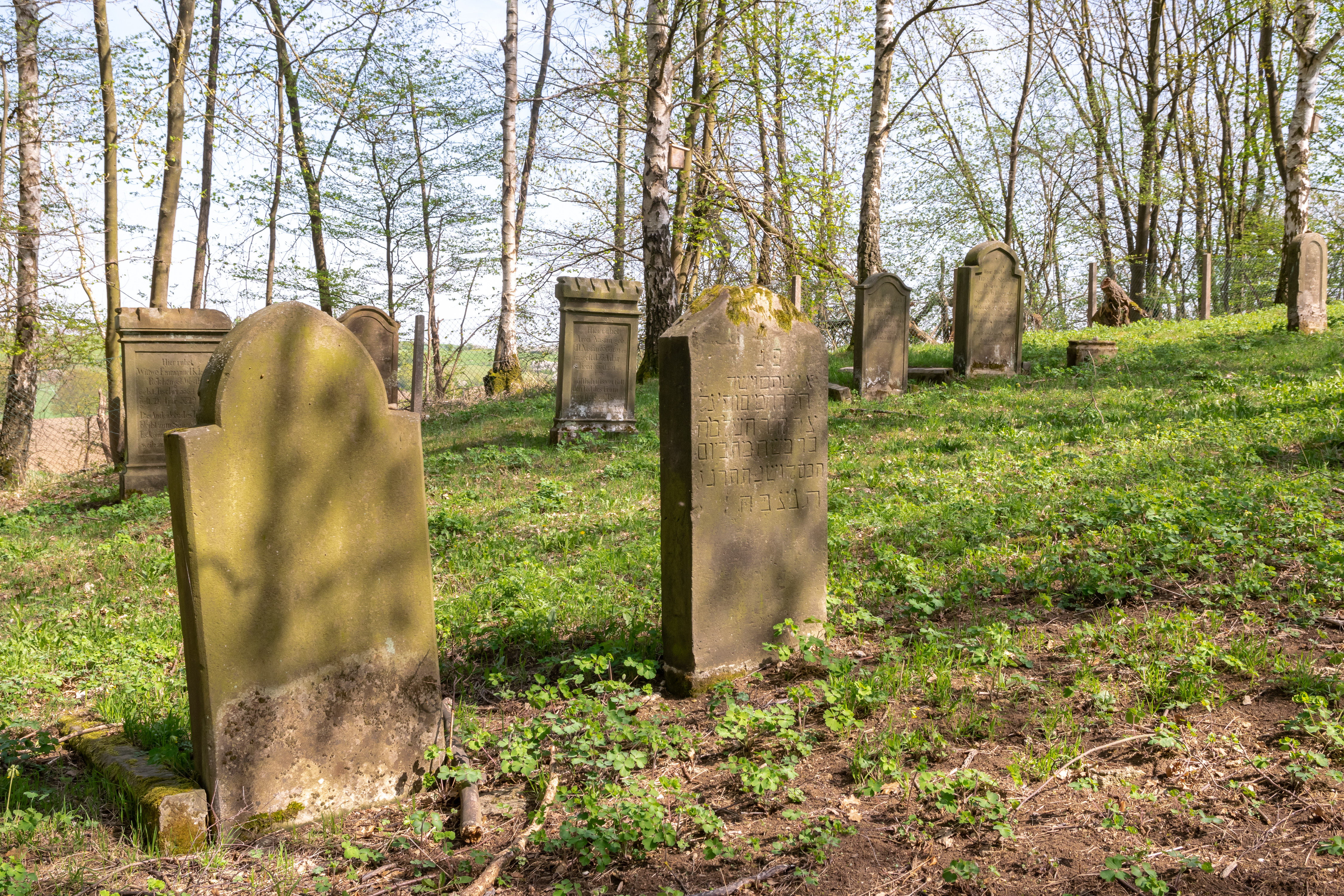
Jüdischer Friedhof Ossendorf

Der Jüdische Friedhof Ossendorf befindet sich im Stadtteil Ossendorf der Stadt Warburg im Kreis Höxter in Nordrhein-Westfalen. Als jüdischer Friedhof ist er ein Baudenkmal.
Auf dem Friedhof am Rabensweg, der ab 1866 belegt wurde, sind 29 Grabsteine erhalten.